# Sally Can't Dance
Albums de Lou Reed
Rock 'n' Roll Animal
(1974) Lou Reed Live
(1975)
Sally Can't Dance est le quatrième album studio en solo de Lou Reed. Il est sorti en 1974 sur le label RCA Records.

## Histoire
Sally Can't Dance est l'album solo de Lou Reed qui a atteint le rang le plus élevé dans les charts, en se classant dans le Top 10 aux États-Unis. C'est aussi le premier enregistré aux États-Unis (les albums précédents l'ont été au Royaume-Uni), et le premier à ne pas comporter d’ancien titre du Velvet Underground.
En plus de la chanson-titre, Sally Can't Dance comprend NY Stars (où Lou Reed se moque des « imitateurs de quatrième rang » qui ont essayé de l'impressionner en copiant son style), Kill Your Sons (est une réflexion sur son séjour en hôpital psychiatrique, à la demande de ses parents, durant son adolescence), et Billy, qui évoque le destin d’un camarade de classe avec des ambitions plus « normales » que les siennes. La dernière piste réunit Reed et Doug Yule, le dernier bassiste du Velvet Underground. D’autres titres incluant des sessions avec Yule ont été ajoutées en bonus dans la réédition au format CD.
Bien que l’album ait été un succès commercial et l’ait élevé au rang de rock star, Reed était déçu par sa production (dans laquelle il a joué un rôle surtout passif) et le traitement des chansons. Reed fit la remarque : « Apparemment, moins je m'implique dans un enregistrement et plus il a de succès. Si je n'apparaissais pas du tout sur mon prochain disque, il aurait des chances de finir à la première place. »
La carrière de Reed semblant avoir atteint un sommet, sa maison de disques, RCA Records, insiste pour qu'il sorte rapidement un nouvel album, afin de capitaliser sur le succès de Sally Can't Dance. Fatigué des pressions exercées sur lui et afin d'honorer son contrat avec RCA, Reed leur remet les bandes de Metal Machine Music, une heure de feedback et de bruits en continu sans le moindre potentiel commercial.

## Fiche technique

### Titres
Toutes les chansons sont écrites et composées par Lou Reed.
| 1. | Ride Sally Ride | 4:05 |
| 2. | Animal Language | 3:05 |
| 3. | Baby Face       | 5:05 |
| 4. | N. Y. Stars     | 4:01 |

| 5. | Kill Your Sons    | 3:40 |
| 6. | Ennui             | 3:43 |
| 7. | Sally Can't Dance | 4:12 |
| 8. | Billy             | 5:10 |

La réédition remasterisée de Sally Can't Dance au format CD parue en 2001 inclut deux titres bonus :
| 9.  | Good Taste                         | 3:30 |
| 10. | Sally Can't Dance (version single) | 2:56 |

### Musiciens
- Lou Reed : chant, guitare
- Danny Weis : guitare, tambourin, chœurs, arrangements des cuivres
- Steve Katz : harmonica, arrangements des cuivres
- Michael Fonfara (en) : claviers, chœurs, arrangements des cuivres
- Prakash John (en) : basse, chœurs
- Pentti Glan (en) : batterie
- Ritchie Dharma : batterie (5, 6)
- Paul Fleisher : saxophone (8)
- Doug Yule : basse (8)
- David Taylor, Lou Marini, Trevor Koehler (en), Jon Faddis, Alan Rubin, Alex Foster : cuivres
- Michael Wendroff, Joanne Vent : chœurs